# Muzeum Novojičínska
Muzeum Novojičínska je příspěvková organizace, která působí v rámci okresu Nový Jičín a spravuje několik muzeí a historických památek. Dále pak pořádá výstavy a různé kulturní akce. Sídlo má v Novém Jičíně.
Předchůdcem Městského muzea bylo tzv. Kattauerovo muzeum v Novém Jičíně vytvářené od roku 1849 a založené v roce 1861. Kattauerovo muzeum zaniklo v roce 1875, ale některé sbírky přešly do Městského muzea. Městské muzeum v Novém Jičíně vzniklo usnesením městské rady 21. září 1887. V roce 1905 se stalo Muzeem Kravařska. Po roce 1945 vzniklo Muzeum Novojičínska a v roce 1963 Vlastivědný ústav, sdružující muzea okresu Nový Jičín. Vlastivědný ústav byl přejmenován na Okresní vlastivědné muzeum v roce 1979. Od roku 2003 existuje Muzeum Novojičínska jako krajská instituce Moravskoslezského kraje.

## Pobočky
- Muzeum nákladních automobilů Tatra v Kopřivnici
- Zámek Kunín
- Žerotínský zámek Nový Jičín
- Zámek Nová Horka
- Centrum tradičních technologií Příbor
- Muzeum Šipka Štramberk
- Muzeum Frenštát pod Radhoštěm
- Svět Komenského Fulnek
- Rodný dům Františka Palackého Hodslavice
- Muzeum osobních automobilů Tatra
- Slovenská strela